# Hašek z Valdštejna
Hašek z Valdštejna (též Hašek Ostrovský z Valdštejna, † 1453) byl český šlechtic, který pocházel z dětenické větve rodu pánů z Valdštejna.

## Život a činnost

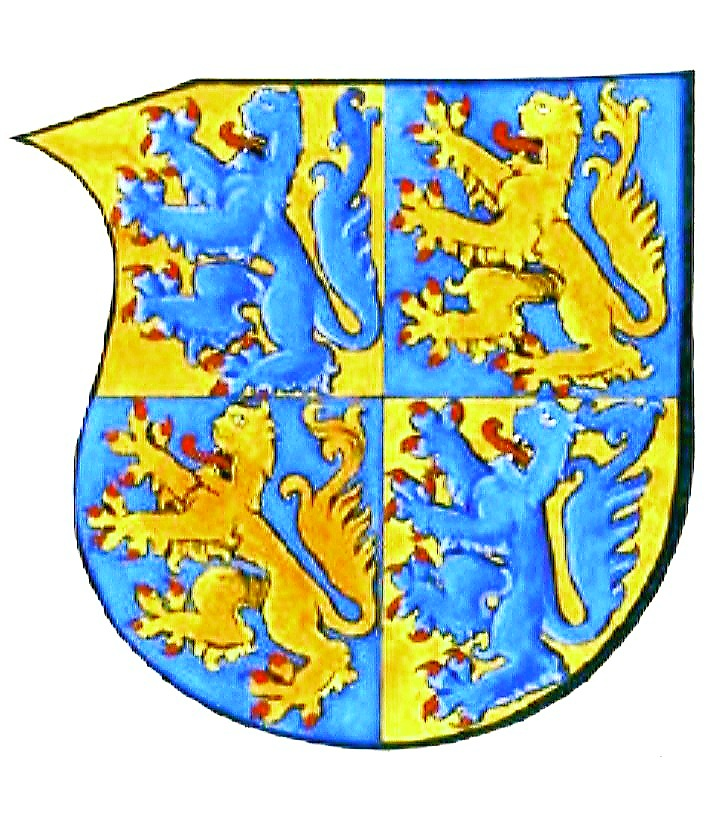
Erb rodu Valdštejnů

Se svým bratrem Benešem se uvádí roku 1404, kdy vlastnili Železný Brod. V téže době získal Hašek Uherský Ostroh. 1. listopadu 1420 se účastnil na straně Zikmunda Lucemburského bitvy pod Vyšehradem, kde byl Hašek husity zajat. Proto k nim přestoupil a stal se vojevůdcem na straně pražského městského svazu. V červnu roku 1422 se účastnil Čáslavského sněmu, kde podpořil zvolení Zikmunda Korybutoviče zemských správcem v Čechách. Následně získal od Korybutoviče post kutnohorského mincmistra. Podle některých historiků se Hašek téhož roku podílel na likvidaci Jana Želivského, jeho podíl na Želivského smrti je však sporný.
Haškovo působení v husitských službách však nemělo dlouhé trvání. Skončilo roku 1424, kdy mu Zikmund Lucemburský odňal město i hrad Ostroh a Hašek tak v roce 1425 přešel opět na stranu krále. Ostrožský hrad se však nevzdal, zůstal až do roku 1428 v rukou Fridricha Ostrožského, husitského hejtmana litevsko-ruského původu. Po dlouhém obléhání nakonec roku 1428 Fjodor přešel na Zikmundovu stranu a výměnou za Ostroh od panovníka získal Veselí nad Moravou.
Král Zikmund Haška za přechod na svou stranu bohatě odměnil. Udělil mu do zástavy hrad Orlovice a umožnil jeho jmenování moravským zemským hejtmanem, namísto nevyhovujícího Petra Strážnického z Kravař. V této pozici se Hašek sblížil s Albrechtem Habsburským a stal se jeho vojevůdcem. V roce 1426 stál Hašek v čele Albrechtova vojska, které obléhalo a dobylo hrad Hluboký. Roku 1437 se stal hejtmanem v Kladsku, v letech 1437–52 vlastnil město Jičín. V roce 1438 zdědil po Machně z Vartenberka Veliš, Bradu a Vysoké Veselí.
Zemřel pravděpodobně bezdětný roku 1452. Krátce před svou smrtí se podílel na volbě Jiřího z Poděbrad zemským správcem.